# الدوري السلوفيني لكرة القدم 1964–65
الدوري السلوفيني لكرة القدم 1964–65 هو موسم من الدوري السلوفيني لكرة القدم ‏. فاز فيه ND Slovan ‏.